# شراب یخی

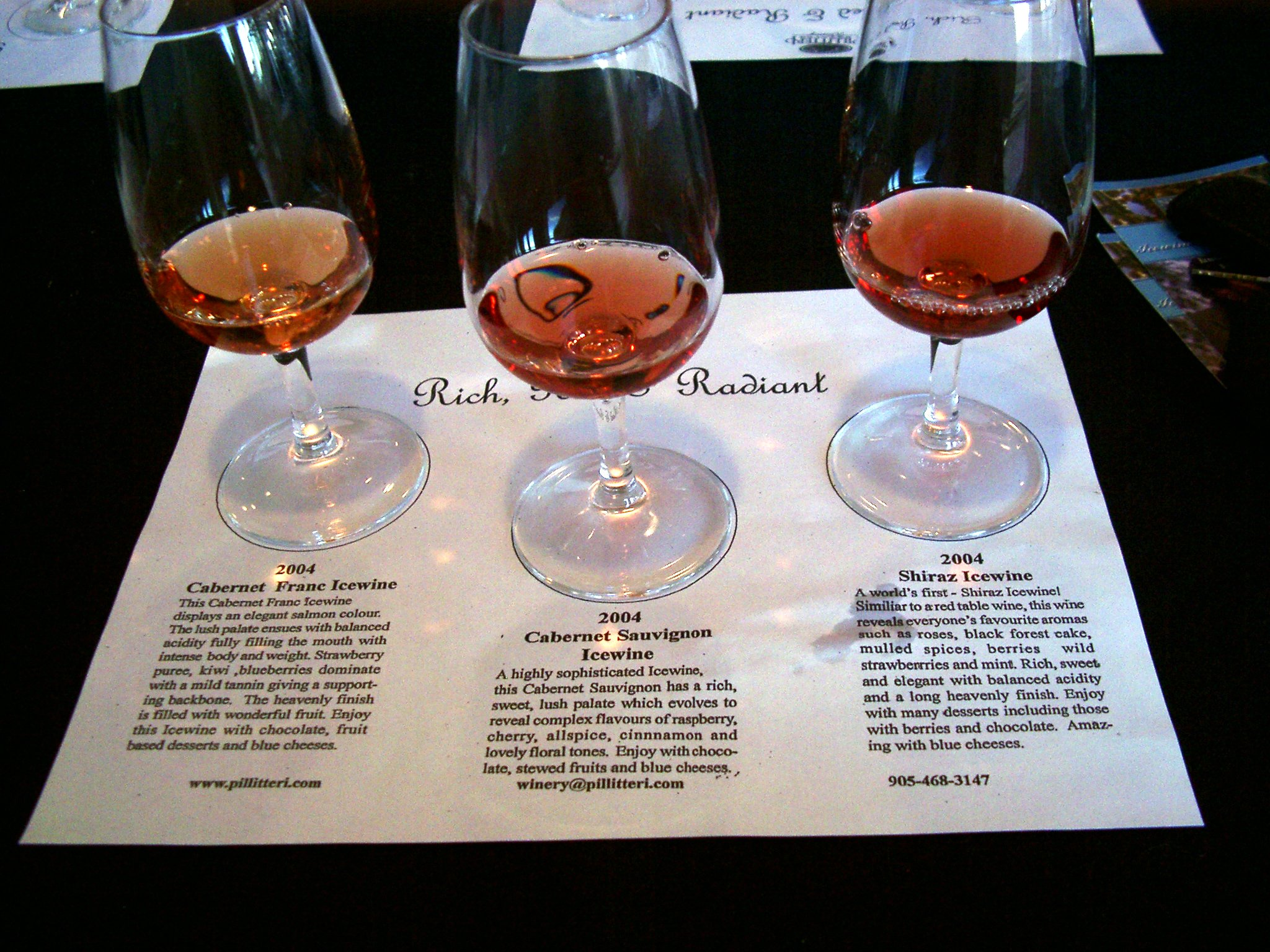
شراب یخی کانادایی

شراب یخی نوعی شراب است که از انگور یخ‌زده تولید می‌شود. از آن‌جا که انگور یخ‌زده  غلظت بیشتری دارد شراب تهیه شده شیرینی دوچندانی دارد. به منظور قرار گرفتن در رده شراب یخی، بایستی پس از رسیدن محصول تاک یخ‌بندانی با کمینه ۷- (در آلمان) یا ۸- (در کانادا) درجه سانتی‌گراد روی داده باشد. این مهم گاهی ممکن است چند ماه به درازا بکشد و خطر فاسد شدن محصول وجود دارد.
1. ↑  Wein-Plus Glossar: Martial, accessed on January 22, 2013
2. ↑  Wein-Plus Glossar: Eiswein, accessed on January 22, 2013